# Parkettsessel 47
Parkettsessel 47 ist ein deutscher Stummfilm aus dem Jahre 1926 von Gaston Ravel mit André Roanne und Erna Morena in den Hauptrollen. Die Geschichte basiert auf der Boulevardkomödie Le Fauteuil 47 von Louis Verneuil.

## Handlung
Abend für Abend sitzt Paul Servius auf dem Parkettsessel 47 des Theaters, um die von ihm angehimmelte Künstlerin Gilberte Boulanger zu bewundern. Da die attraktive Dame mittleren Alters ein wenig kurzsichtig ist, hat sie bislang noch nicht feststellen können, wie ihr treuester Verehrer eigentlich aussieht. Außerdem ist Gilberte bereits mit einem anderen und ziemlich eifersüchtigen Mann verheiratet, der es jedoch mit der ehelichen Treue selbst nicht ganz so genau nimmt. Eines Tages konfrontiert der untreue Gatte sie mit der Absicht, sich von ihr scheiden zu lassen, um eine andere zu heiraten. Wütend und verletzt beordert Gilberte daraufhin den Mann von Parkettsessel 47 zu sich. Doch es kommt zu einer Verwechslung, und statt Paul erscheint bei Gilberte der schon recht betagte Baron Lebret. Der ist allerdings nicht weniger als Paul in die schöne Mimin vernarrt und ist bereit, ihr nicht nur sein Herz, sondern gleich seine ganzen Millionen zu Füßen zu legen. Da Gilberte ihrem Noch-Gatten es heimzahlen will, willigt sie ein, Lebrets Zukünftige zu werden. 
Paul gibt sich aber trotz dieser vertrackten Situation noch längst nicht geschlagen. Nun geht es bald drunter und drüber. Paul stellt sich Gilberte gegenüber als Schriftsteller vor, der ihr Stücke auf den Leib schreiben könnte. Ja, sogar zur Eheschließung mit der Begehrten zeigt er sich willens. Durch einen dummen Zufall heiratet er aber nicht etwa Gilberte, sondern ihre blutjunge Tochter. Dieses Missverständnis führt dazu, dass die noch junge Ehe alles andere als einen glücklichen Beginn hat, aber auch dazu, dass Gilberte nun endlich erkennt, dass Paul ihr treuer Verehrer vom Parkettsessel 47 war. Da sie ganz darauf aus ist, ihre Tochter glücklich zu sehen, versucht Gilberte gar nicht erst, ihr den (Ehe-)Mann auszuspannen, sondern im Gegenteil, beide zusammenzuführen. Boulevardkomödiengerecht hat sie bei diesem Unterfangen durch den Einsatz der Waffen einer Frau schließlich auch Erfolg.

## Produktionsnotizen
Parkettsessel 47 entstand in den Ifa-Studios sowie mit Außenaufnahmen am Rhein und in der Champagne. Der Film passierte am 3. November 1926 die Zensur und wurde exakt ein Monat darauf in Berlins Tauentzienpalast erstaufgeführt. Zuvor, am 7. Juni, lief der Streifen bereits in Frankreich an. In Österreich konnte man ihn unter dem Titel Der Herr aus dem Publikum sehen. Der mit Jugendverbot belegte Sechsakter besaß eine Länge von 2277 Meter. 
Hermann Warm entwarf die Filmbauten.

## Kritik
Das Kino-Journal meinte: „Der Film will nicht große Ansprüche befriedigen; er ist heiter und sorglos und will auch nicht anders als unterhalten, was ihm vollkommen gelingt.“